# Harpactirella overdijki
Harpactirella overdijki is een spinnensoort in de taxonomische indeling van de vogelspinnen (Theraphosidae).
Het dier behoort tot het geslacht Harpactirella. De wetenschappelijke naam van de soort werd voor het eerst geldig gepubliceerd in 2010 door Gallon. De spin is vermoend naar zijn ontdekker en spinnenliefhebber Sjef van Overdijk.